# Baie Honda (Colombie)
Pour les articles homonymes, voir Baie Honda.
La baie Honda (espagnol : bahía Honda) est une petite baie de la Mer des Caraïbes située au nord de la péninsule de Guajira, en Colombie. Son nom lui vient de la profondeur de ses eaux.

## Histoire
C'est dans cette baie que l'explorateur espagnol Alonso de Ojeda fonde le 3 mai 1502 l'agglomération de Santa-Cruz, la toute première installation européenne sur le continent américain. Celle-ci est cependant abandonnée au bout de quelques mois.

## Géographie
La baie Honda fait approximativement 11 km de long. Ses eaux communiquent avec la mer des Caraïbes sur une largeur de 5 km entre la punta Soldado au nord-est et une petite péninsule au sud-ouest. 
Administrativement, la baie dépend de la municipalité d'Uribia, département de La Guajira.
Au sud se trouve la baie Portete tandis que plus au nord, au niveau de la punta Gallinas, se trouve la baie Hondita.